# Ozumba
Ozumba är en kommun i Mexiko.   Den ligger i delstaten Mexiko, i den sydöstra delen av landet, 60 km sydost om huvudstaden Mexico City.
Följande samhällen finns i Ozumba:
- Ozumba de Alzate
- San José Tlacotitlán
- Colonia Guadalupe Hidalgo
- San Lorenzo Tlaltecoyan